# 奇台县新疆第一窖古城酒博物馆
奇台县新疆第一窖古城酒博物馆是中华人民共和国新疆维吾尔自治区以新疆古城酒为主题的博物馆，位于昌吉回族自治州奇台县。博物馆于2002年建立，原为新疆古城酒的酒史馆，2023年入选新疆维吾尔自治区特色博物馆。博物馆内有新疆维吾尔自治区文物保护单位奇台酒窖池遗址，也能看到《新疆维吾尔自治区非物质文化遗产代表性项目名录》中的项目奇台古城窖酒酿造技艺。

## 背景与建设
新疆第一窖古城酒业起源于1952年的国营奇台县白酒厂，由当地万裕隆、天德泉、永和泉、杏林泉等几家较大的酿酒作坊合并而成。1998年，国营奇台县白酒厂实行股份制改造，古城酒业有限公司成立。2002年建厂50年之际，古城就业在厂区内作业时，意外挖出带有稻壳的土坯，进而发掘出酿酒窖池和酿酒器具。明清时期的奇台酒窖池遗址被发现，这也是新疆首个从地下发现的酿酒窖。同一年，古城酒业有限公司改新疆第一窖古城酒业有限责任公司。
新疆第一窖古城酒业在奇台酒窖池遗址的基础上，建立起酒史馆。酒史馆建立之初收集由超过50件酿酒有关的器具、文物。后酒厂又发现封有“宣统二年新正月吉利”和“民国37年”封条的木酒海（即酒桶）。酒史馆经改扩建成奇台县新疆第一窖古城酒博物馆，收集藏品400余件。2023年5月，第二批新疆维吾尔自治区特色博物馆公布，其中包括奇台县新疆第一窖古城酒博物馆。

## 规模及展览
奇台县新疆第一窖古城酒博物馆位于中华人民共和国新疆维吾尔自治区昌吉回族自治州奇台县县城，占地面积超600平方米。展厅面积227平方米，分为上下二层，上层展出有超过400件展品，包括明清时期清花小酒盅、青花酒碗、寿字青花酒碗、温酒壶、酒杯、酒坛等酒具；不同时期的文献；新疆维吾尔自治区非物质文化遗产代表性项目奇台古城窖酒酿造技艺工序的沙盘微缩模型；古城大曲、古城春、梅兰竹菊、玉露等古城酒业生产的老酒等。下层为地下层，有还原古代酿酒工艺场景的铜像，6米深已干涸的“杏林泉遗址，2米深的奇台酒窖池遗址等。

## 图片
| - 奇台县新疆第一窖古城酒博物馆内部 - 奇台县新疆第一窖古城酒博物馆展出的部分新疆古城酒 - 部分展品 |